# Ильина, Наталья Владимировна
Наталья Владимировна Ильина (16 ноября 1904 — 28 февраля 1978, Москва) — советский литератор, главный редактор журнала «Пионер» (1941—1971).

## Биография
Родилась 16 ноября 1904 года в деревне Михнево Бронницкого уезда Московской губернии.
Отец был земским врачом, в 1914 году мобилизован, с 1918 по 1921 год в Красной Армии. Мать — медсестра. В годы гражданской войны семья находилась на Украине. По возвращении Ильина поступила на двухгодичные педагогические курсы при опытно-показательной школе Наркомпроса. По окончании двух лет занималась педагогической работой в Малаховке.
С 1927 года преподаёт в Орехово-Зуево, на вечерних общеобразовательных курсах, русский язык и литературу.
В 1928—1929 годах учится на Высших государственных литературных курсах (ВГЛК).
С 1932 года печатается в многотиражке «Знамя Трёхгорки». Участвует в создании еженедельной, детской страницы в газете, после чего её приглашают сотрудничать в журнале «Пионер».
В 1934 году поступает в Литинститут им. Горького при Союзе писателей СССР. Продолжает работать в многотиражке.
В апрельском номере «Пионера» за 1935 год появляется первый авторский материал Ильиной — очерк «Московский ботанический сад».
В 1935 году журнал возглавляет Беньямин Ивантер. В журнале печатаются Э.Багрицкий, Н.Олейников, М.Светлов, А.Гайдар, М.Пришвин, С.Григорьев, Л.Кассиль и др. Большое участие в жизни журнала принимал Б.Житков. Ивантера и Житкова Ильина считала своими учителями в журналистике. В 1936 году она штатный сотрудник журнала. С этого года «Пионер» становится (и долго остаётся) первым толстым универсальным детским журналом.
В исторической рубрике «Путешествие в века», Ильина пишет в 1936 году четыре очерка — о Лоренцо Медичи, Филиппе II, Людовике XIV. Одним из любимых отделов у неё был: «Известия Географического общества „Компас“». Важнейшей задачей журнала, Ильина считала расширение кругозора детей и школьников.
В 1938 году Б. Ивантер, был отстранен от руководства журналом в связи с переменами в руководстве комсомольской организацией. «Пионер» был органом ЦК ВЛКСМ.
Вскоре Ильину назначают заместителем главного редактора.
В августе 1941 года она впервые подписывает номер журнала в качестве главного редактора. Тогда же она становится членом ВКП(б).
После недолгой эвакуации в Куйбышев (ныне Самара), редакция возвращается в Москву. Журнал продолжал выходить без всякого перерыва, хотя объём журнала уменьшился.
5 июля 1942 года на фронте погиб Беньямин Ивантер. Погиб и А.Гайдар
В «Пионере» во время войны сотрудничают Л.Кассиль, С.Маршак , Р.Фраерман, В.Каверин и др. Приходят новые авторы: А.Фадеев, А.Платонов, Ю.Герман, П.Антокольский.
В послевоенные годы в журнал с фронта возвращаются сотрудники: Нина Александрова, Павел Кузьмичев, впоследствии художественный редактор журнала.
В послевоенные годы журнал остается тонким (32 стр.), но качество и разнообразие материала не снижаются. С января 1952 года «Пионер» выходит на 80 страницах. Объём позволял решать литературные и просветительские задачи.
Вскоре восстанавливаются и появляются новые детские журналы: «Костер», «Юный натуралист», «Юный техник», «Веселые картинки». С редакциями этих журналов Ильина поддерживает творческие отношения, где журналы обмениваются авторами.
С 1965 года заместителем Н. В. был Владимир Матвеев. Сотрудничал Симон Соловейчик. Детской шахматной школой «В стране шаха, владыки черных и белых полей» руководил гроссмейстер и шахматный педагог М. М. Юдович. В 1957 году в сборнике «Вопросы детской литературы» опубликована статья Н. В. Ильиной «Из истории детских журналов 1920—1930 годов». На эту статью ссылаются все современные исследователи детской литературы.
Последний номер, подписанный Ильиной, вышел в августе 1971 года.
Скончалась в 1978 году в Москве.